# Million Voices
«Million Voices» es una canción del disc jockey y productor sueco Otto Knows. El sencillo se lanzó en formato digital el 31 de mayo de 2012 en Bélgica. La canción ingresó en las listas de Alemania, Australia, Bélgica, Países Bajos, Reino Unido y Suecia. El sencillo fue escrito y producido por Otto Knows, pero en los créditos utiliza su verdadero nombre, Otto Jettman. Contiene el sample de la canción de mismo nombre realizada por Wyclef Jean en 2005.

## Video musical
El video fue dirigido por Nicolas Davenel y fue rodado en Lésigny, Francia. Fue lanzado en noviembre de 2012.

## Formatos y remezclas
| Descarga digital |                                 |          |  |
| N.º              | Título                          | Duración |  |
| 1.               | «Million Voices» (Original Mix) | 5:57     |  |

| Australia – Descarga digital |                                 |          |  |
| N.º                          | Título                          | Duración |  |
| 1.                           | «Million Voices» (Radio Edit)   | 3:12     |  |
| 2.                           | «Million Voices» (Extended Mix) | 5:57     |  |
| 3.                           | «Million Voices» (Torn Remix)   | 6:26     |  |

## Posicionamiento en listas y certificaciones
| País (2012-2013)                        | Mejor posición |
| --------------------------------------- | -------------- |
| Alemania (Media Control AG)             | 20             |
| Australia (ARIA)                        | 44             |
| Austria (Ö3 Austria Top 40)             | 14             |
| Bélgica (Flandes) (Ultratop 50)         | 3              |
| Bélgica (Valonia) (Ultratop 50)         | 5              |
| Dinamarca (Tracklisten)                 | 35             |
| Eslovaquia (Rádio Top 100)              | 40             |
| Escocia (The Official Charts Company)   | 13             |
| Estados Unidos (Dance/Electronic Songs) | 39             |
| Francia (SNEP)                          | 52             |
| Hungría (Rádiós Top 40)                 | 14             |
| Irlanda (IRMA)                          | 15             |
| Países Bajos (Dutch Top 40)             | 5              |
| Reino Unido (UK Dance Chart)            | 2              |
| Reino Unido (UK Singles Chart)          | 14             |
| República Checa (Rádio Top 100)         | 73             |
| Suecia (Sverigetopplistan)              | 36             |
| Suiza (Schweizer Hitparade)             | 19             |

| País        | Lista (2012)                | Posición | Ref.   |
| ----------- | --------------------------- | -------- | ------ |
| Bélgica     | Ultratop flamenca           | 36       | [ 24 ] |
| Bélgica     | Ultratop valona             | 48       | [ 25 ] |
| Hungría     | Rádiós Top 40               | 72       | [ 26 ] |
| Reino Unido | The Official Charts Company | 107      | [ 27 ] |

| País           | Lista (2013)                | Posición | Ref.   |
| -------------- | --------------------------- | -------- | ------ |
| Estados Unidos | Dance/Electronic Songs      | 93       | [ 28 ] |
| Reino Unido    | The Official Charts Company | 176      | [ 29 ] |

### Certificaciones
| País        | Organismo certificador | Certificación | Ventas  | Ref.   |
| ----------- | ---------------------- | ------------- | ------- | ------ |
| Australia   | ARIA                   | Oro           | 35 000  | [ 30 ] |
| Bélgica     | BEA                    | Oro           | 15 000  | [ 31 ] |
| Reino Unido | BPI                    | Plata         | 200 000 | [ 32 ] |
| Suecia      | IFPI Suecia            | Platino       | 40 000  | [ 33 ] |

## Historial de lanzamientos
| País    | Fecha              | Formato          | Discográfica   | Ref.   |
| ------- | ------------------ | ---------------- | -------------- | ------ |
| Bélgica | 31 de mayo de 2012 | Descarga digital | Refune Records | [ 34 ] |